# Construction de Wythoff
En géométrie, une construction de Wythoff, nommée en l'honneur du mathématicien Willem Abraham Wythoff, est une méthode pour construire un polyèdre uniforme ou un pavage plan. On l'appelle souvent construction kaléidoscopique de Wythoff.
Elle repose sur le pavage d'une sphère, avec des triangles sphériques. Si trois miroirs sont placés de telle manière que leurs plans se coupent en un point unique, alors les miroirs entourent un triangle sphérique sur la surface d'une sphère quelconque centrée en ce point et par réflexions répétées, on obtient une multitude de copies du triangle. Si les angles du triangle sphérique sont choisis de manière appropriée, les triangles paveront la sphère, une ou plusieurs fois.
En plaçant un sommet à un point convenable dans le triangle sphérique entouré par les miroirs, on peut faire en sorte que les images de ce point par réflexions répétées forment un polyèdre uniforme. Pour un triangle sphérique ABC, il y a quatre façon d'obtenir ainsi un polyèdre uniforme :
1. le sommet est placé au point A. Ceci produit un polyèdre dont le symbole de Wythoff est a|b c, où a égale π divisé par l'angle du triangle en A, et de même pour b et c ;
2. le sommet est placé sur le point du segment AB qui bissecte l'angle en C. Ceci produit un polyèdre dont le symbole de Wythoff est a b|c ;
3. le sommet bissecte les trois angles. Ceci produit un polyèdre dont le symbole de Wythoff est a b c| ;
4. le sommet est sur un point tel que, lorsqu'il subit une rotation de deux fois l'angle au sommet autour d'un des trois sommets du triangle, sa distance à son image ne dépend pas de celui des trois qu'on choisit. On ne considère que les images du sommet initial par un nombre pair de réflexions. Le polyèdre a pour symbole de Wythoff |a b c.

Le procédé général s'applique aussi pour des polytopes réguliers de dimensions plus élevées, incluant les polychores uniformes quadri-dimensionnels.